# 風不死岳

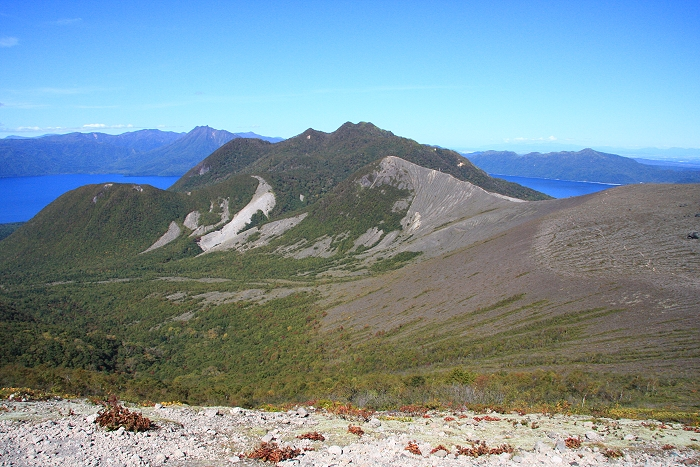
南南東から望む 樽前山から撮影

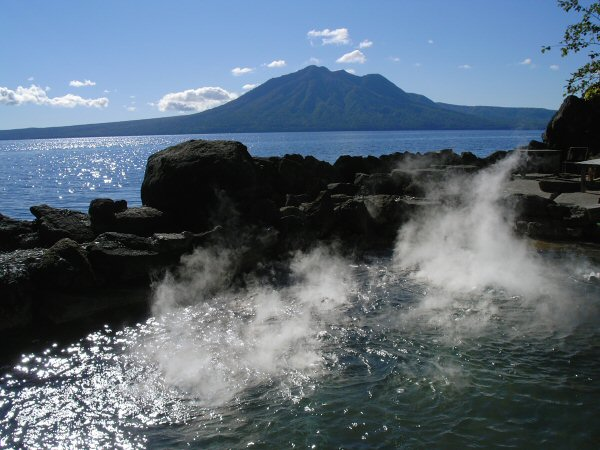
北北西から望む

風不死岳（ふっぷしだけ）は、北海道千歳市にある火山。標高は1,102.5 mで三等三角点（点名「風不止」）がある。

## 特徴
地質は安山岩質の成層火山で溶岩ドームを持つ。支笏湖の南側に位置する支笏カルデラの後カルデラ火山である。同じく後カルデラ火山で近隣にある樽前山・恵庭岳より古く侵食が進んでいる。山麓には幅が極めて狭く深い峡谷がいくつもあり、そのひとつが苔の洞門である。
「ふっぷし」という山名は、アイヌ語で「トドマツのあるところ」を意味する「フㇷ゚・ウㇱ」「フップ・ウㇱ」「フプㇱ」が由来である。その名の通りかつてはトドマツの純林に覆われていたが、1954年の洞爺丸台風で大量の風倒木を出し、それ以前の面影はなくなっている。
2011年、過去1万年以内に噴火していたことが判明し、同年6月7日に活火山に選定された。

## 噴火活動時期
約4万年前から火山活動が始まり、約8,500年前にマグマ水蒸気爆発、約4,500年前に水蒸気爆発が起きたと推定されている。

## 登山ルート
樽前山7合目ヒュッテから、および樽前山からのルートが一般的。北側から尾根沿いおよび沢を登るコースもある。

## 風不死岳事件
山全域にわたりヒグマの出没が多い。
1976年（昭和51年）6月4日午後2時半ごろ、風不死岳の九合目付近で仲間5人と根曲がり竹の伐採作業を行っていた青森県八戸市の男性（56）が、突然後ろからヒグマに襲われた。男性が鉈で応戦し、同僚の男性（45）も駆けつけて金テコを振り回すとヒグマは後退したため、その隙に男性を救出、男性は救急車で病院に搬送された。翌日の5日午前9時半ごろ、風不死岳山麓の山林で山菜採りに来ていた苫小牧市の男性（53）は突然、前述と同様の個体と思われるヒグマに遭遇した。男性はゆっくり後ずさりをしたが藪につまずいて転倒してしまったため、ヒグマに咬みつかれた。幸い、そばにいた親戚の男性（46）が木をゆするなどして追い払ったため、男性は全治2か月の怪我ですんだ。この日の午前7時から猟師5人が出動し警戒していた矢先の出来事だった。
更に9日、栗山町や岩見沢市などから来訪した4家族11人のグループが、ヒグマ出没警報が出ているのにもかかわらず、各自分散して山中に分け入りタケノコ（チシマザサのタケノコ）を取り始めた。しかし集合時間の昼になっても58歳の男性と、54歳の男性、26歳の男性の3人が戻ってこなかったため、54歳の男性の長男（28）らが探しに山へ戻った。支笏湖湖畔の国道276号から150メートルほど山側に入った所で26歳男性が重傷を負って倒れていた為、近くのキャンプ場の貸しボート店まで運んで通報を頼み、男性は通りすがりの車で病院に搬送された。ほどなく北海道警千歳警察署の署員12人と猟友会の猟師7人が到着、残り2人の捜索を行ったところ、午後1時55分ごろ、26歳男性が倒れていたところから約15メートル山側に入った場所で54歳男性を発見、国道に戻って担架を持って救出に向かうも既に後頭部と両足を咬まれ死亡していた。
署員らが54歳男性を救出に向かう途中、突然笹やぶからヒグマが現れ、猟師3人が約5メートルの至近距離から一斉射撃を行ってヒグマを射殺した。58歳の男性も午後4時50分ごろ、54歳男性が倒れていた約50メートル上手で遺体として発見された。遺体の硬直状況などから、まず58歳男性が襲われ、続いて54歳男性、最後に26歳の男性が襲われたと見られている。ヒグマは体重200キロ、体長1メートル70センチくらいで2歳5ヶ月の雌グマで、牙の間に人間の髪の毛が挟まっていた。結果的に2人が死亡し3人が負傷した。
翌10日午前3時から、千歳署、千歳市、苫小牧営林署が国道に検問を設け、山菜採り客の入山を禁止するなどの対応を取った。